# NBA盃
NBA盃（英語：NBA Cup），因冠名商关系又称“阿联酋航空NBA盃”（英語：Emirates NBA Cup），原名NBA季中锦标赛（英語：NBA In-Season Tournament），是NBA常规赛期间举行的赛事，分为小组赛和淘汰赛两部分。该项赛事于2023-24赛季首次举行。

## 历史
2023年7月6日，NBA专项记者阿德里安·沃纳罗斯基称，NBA联盟计划于新赛季启动季中锦标赛，首届季中錦標赛将于2023年11月3日至12月9日进行。7月8日，NBA正式宣布了季中錦標赛即将启动的消息，并表示首届NBA季中錦標赛的半决赛及决赛将在“赌城”拉斯维加斯的T-Mobile体育馆进行。
2024年2月，該賽事從「NBA季中锦标赛」更名為「NBA盃」。

## 赛制
2023-24赛季起的季中錦標赛（以及后来的NBA盃）赛制如下：
- 小组赛阶段依旧分为东西區进行，东西區各15支球队按照上赛季的分区排名，每三名为一档并进行分档（即1-3名为第一档，4-6名为第二档，……以此类推），东西區各三个小组，共计六个小组，每组五队。
- 小组赛于当地时间每周二和周五举行，称为“锦标赛之夜”（Tournament Nights）。
- 每支球队将与小组内其余四支球队进行主客各两场的较量，最终每个小组排名第一的球队，和分区战绩最好的小组第二名球队（外卡球队）晋级淘汰赛。
- 淘汰赛阶段采取单败淘汰制。四分之一决赛中，各分区小组赛战绩最好的头名球队将主场对阵外卡球队，战绩第二好的小组头名将主场对阵战绩第三好的头名球队。
- 半决赛及决赛采取赛会制。
- 决赛获胜球队将获得“NBA盃”，每名球员可获得50万美元的奖金；亚军球队球员每人可获得奖金20万美元；半决赛被淘汰球队球员每人奖金则为5万美元。

NBA在赛季前只宣布了每队82场常规赛中80场的赛程安排，另两场常规赛的安排如下：
- 在小组赛结束之后，22支未能进入淘汰赛的球队将被安排两场常规赛。
- 四分之一决赛被淘汰的四支球队，将与同一分区的球队进行交手。

除决赛外，其余场次仍计入常规赛成绩，亦即每队仍被视为每赛季进行了82场常规赛。至于决赛，将不计入常规赛成绩。

## 列表
| 年份   | 冠軍         | 結果    | 亞軍           | MVP               |
| ------ | ------------ | ------- | -------------- | ----------------- |
| 2023年 | 洛杉磯湖人   | 123–109 | 印第安納溜馬   | 勒布朗·詹姆斯     |
| 2024年 | 密爾瓦基公鹿 | 97–81   | 奧克拉荷馬雷霆 | 揚尼斯·安戴托昆波 |
| 2025年 | [[]]         | –       | [[]]           | [[]]              |